# Max O'Rell
Pour les articles homonymes, voir Blouet.
Léon Paul Blouet, connu sous le nom de plume Max O'Rell (né  le 2 mars 1848 à Avranches et mort le 24 mai 1903 à Paris) est un écrivain et conférencier français du XIXe siècle.
Il connut son plus grand succès aux États-Unis et en Grande-Bretagne à la fin du dix-neuvième siècle. Célèbre pour ses descriptions humoristiques des mœurs et coutumes des grandes nations occidentales, il a rendu populaire le personnage de John Bull dans son premier grand succès John Bull et son île (1883).

## Biographie

### Jeunesse
Léon-Pierre Blouet à Avranches, le 3 mars 1847.   Son grand-père paternel Jean-François Blouet était concierge de la prison du Mont St Michel de 1806 à 1818.  À l'âge de 12 ans, il déménagea à Paris et suivit les cours du Conservatoire et du collège. Après le collège à Paris, il obtint une licence de lettres en 1865 puis une licence de sciences à la Sorbonne en 1866. Il s'engage à l'École militaire qu'il quitte en 1869 avec le grade de lieutenant de l'artillerie française.  Après 5 mois passés en Algérie, survient la guerre de 1870 contre la Prusse. Blouet participe à la bataille de Wörth en août 1870 et est fait prisonnier à Sedan. Après cinq mois de captivité à la forteresse de Wesel, au bord du Rhin, il est libéré et immédiatement engagé contre la Commune de Paris. Blessé gravement au bras droit dans une bataille sur le pont de Neuilly, Blouet dut passer huit mois dans un hôpital militaire, avant d'être libéré de ses obligations, avec les honneurs et une petite pension.

### Professeur et homme de lettres à Londres
En 1872, il décida de devenir journaliste et partit à Londres. Il obtint un poste d'enseignant de français dans la St Paul's School de Londres en 1874. À la fin de cette année il se marie avec Mary Bartlett dans le Devonshire. Leur fille Léonie naît en 1875. Au début des années 1880, Blouet commença la préparation d'un livre de saynètes humoristiques probablement inspiré par les Notes sur l'Angleterre d'Hippolyte Taine. John Bull et son île fut publié en 1883 par Calmann-Lévy, sous le pseudonyme de Max O'Rell, un pseudonyme adopté, pour préserver la dignité de sa position d'enseignant. Le livre fait un survol des coutumes des Anglais, de leurs particularités et leurs institutions, en discutant de divers aspects- en commençant par les ambitions coloniales britanniques jusqu’au concept anglo-Saxon du ‘home’. La version française connut un succès immédiat, avec au moins cinquante-sept éditions en deux ans. En décembre 1883, Max O'Rell, assisté de sa femme Mary, avait créé une version anglaise qui se vendit à  275 000 exemplaires  en Angleterre et à 200 000 exemplaires aux États-Unis. Le livre fut traduit en dix-sept langues.  Ce succès encouragea Max O’Rell à continuer à créer des recueils d’anecdotes amusantes sur les mœurs et les coutumes. Les Filles de John Bull fut publié de nouveau par Calmann-Lévy, et pendant les vingt années suivantes, O’Rell allait produire douze autres livres, la majorité publiée simultanément à Paris, Londres et à New York.

### Conférencier
O'Rell démissionna de son poste d'enseignant à St Paul’s, et entama en 1885 une carrière d'auteur et de conférencier à plein temps. Aux États-Unis en particulier, son succès était phénoménal et il comptait parmi les conférenciers les plus dotés de son temps. Sa technique sur le podium s’inspirait de celle de Mark Twain, ainsi la presse américaine l’appelait ‘the French Mark Twain’, le Mark Twain français. En 1894, le conférencier français organisa un vrai tour du monde qui l’amena aux États-Unis, au Canada, en Australie, en Nouvelle-Zélande et même en Afrique du Sud. En mars 1895, il O’Rell entama une dispute avec Mark Twain aigri sur la moralité française, et l’incapacité des écrivains de saisir le ‘caractère’ d’un pays dans des récits de voyages. Les deux écrivains publièrent leurs invectives dans plusieurs articles dans le journal The North American Review. Cette querelle suscita beaucoup d’intérêt dans les journaux autour du monde et on parlait même d’un vrai duel entre Mark Twain et Max O’Rell.

### Théâtre
O’Rell adapta avec succès la pièce française Le Voyage de monsieur Perrichon ; et il fit une tournée avec la pièce dont le titre anglais devint On the Continong (Sur le continent), en avril et mai 1897, dans plusieurs villes de Grande-Bretagne, dont Liverpool, Birmingham, Manchester et Glasgow. Une tentative de mettre en scène la pièce The Price of Wealth, ne connut pas de succès.

### Journalisme
O'Rell se considérait toujours comme médiateur entre l’Angleterre, les États-Unis et la France. Il voyait la presse comme le moyen le plus efficace d’obtenir un rapprochement politique. Pendant toute sa carrière, il se méfiait de journalistes qui profitaient du nationalisme et de la xénophobie, en particulier dans le contexte des relations franco-anglaises. Il reconnaît le grand pouvoir de la presse quotidienne, comparé à la circulation de ses livres. O’Rell publie dans les grands magazines américains comme le North American Review et se prononce sur des problèmes politiques comme l’affaire Dreyfus, dans le journal Londonien, The Chronicle. En France, son plus grand succès de journaliste consiste dans la collaboration au journal Figaro  où il publia plusieurs articles de première page en 1901/1902.

### Mort
Max O’Rell meurt le 24 mai 1903 à Paris, atteint d’un cancer de l’estomac, âgé de 56 ans. L’intérêt public pour cet écrivain disparaît rapidement : les journaux américains  qui auparavant l’avaient traité comme le « Mark Twain français » portent leur attention sur de nouveaux auteurs à la mode.

## Œuvres

### Liste des ouvrages publiés en France écrits par Max O’Rell
- John Bull et son île (Paris, Calmann-Lévy, 1883)
- Les Filles de John Bull (Paris, Calmann-Lévy, 1884)
- Les chers voisins (Paris, Calmann-Lévy, 1885)
- L’Ami MacDonald (Paris, Calmann-Lévy, 1887)
- Jonathan et son Continent (Paris, Calmann-Lévy, 1889)
- Un Français en Amérique (Paris, Calmann-Lévy, 1892)
- La Maison John Bull & Co. Les grandes succursales  (Paris, Calmann-Lévy, 1894)
- Femme et artiste (Paris, Calmann-Lévy, 1899)
- La Majesté l’Amour Petites études de psychologie humoristique (Paris, Calmann-Lévy, 1901)
- Max O’Rell confidentiel (Paris, Calmann-Lévy, 1904)